# Кызылтобе
Кызылтобе (каз. Қызылтөбе) — село в Мунайлинском районе Мангистауской области Казахстана. Административный центр Кызылтобинского сельского округа. Код КАТО — 475040100.

## Население
В 1999 году постоянное население в селе отсутствовало. По данным переписи 2009 года, в селе проживало 15 157 человек (7619 мужчин и 7538 женщин).